# Allerheiligenkloster von Watschnadsiani

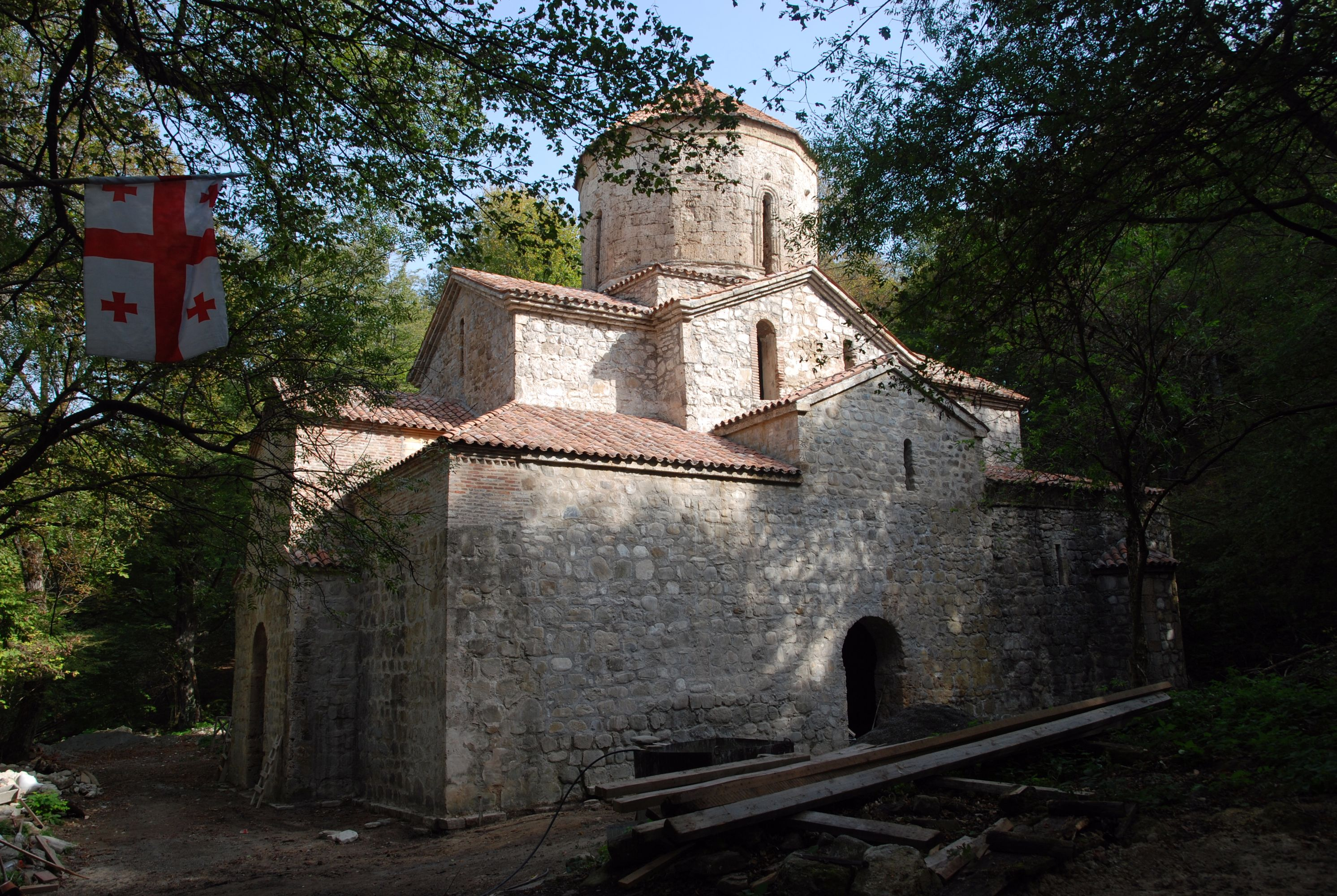
Gottesmutterkirche von Südwesten

Das Allerheiligenkloster von Watschnadsiani (georgisch ვაჩნაძიანის ყველაწმინდა, Watschnadsianis Qwelazminda) ist ein ehemaliges georgisch-orthodoxes Kloster in der Nähe des Dorfes Watschnadsiani (zur Sowjetzeit Schroma genannt) im Landkreis Gurdschaani im Osten Georgiens. Die Hauptkirche des nach Allerheiligen (georgisch Qwelazminda) benannten Klosters war die Muttergotteskirche aus dem 9. Jahrhundert. Ihre komplexe, „barocke“ Architektur vereinigt eine Dreikirchenbasilika und einen Zentralbau, der von einer hohen Kuppel überragt wird. Das architekturgeschichtlich bedeutende Gebäude führte die Pendentifkuppel in Georgien ein und gilt als wesentlicher Ausgangspunkt für die Herausbildung der klassisch-georgischen Kirchenbaukunst ab dem 11. Jahrhundert.

## Lage
Koordinaten: 41° 48′ 37″ N, 45° 36′ 32″ O
Watschnadsiani liegt etwa 16 Kilometer südöstlich von Telawi an der Straße Richtung Gurdschaani, die am Rand einer breiten, vom Alasani durchflossenen Ebene mit Getreide- und Weinanbau entlangführt. Südlich der Straße beginnen die bewaldeten, durch Seitentäler zerlappten Vorhügel des bis knapp 2000 Meter ansteigenden Bergzuges Gomboris Kedi. Nahe einer modernen Kirche in Watschnadsiani zweigt ein Fahrweg Richtung Südwesten in die Berge ab, der nach acht Kilometern an der Kirche endet. Er führt etwa einen Kilometer aufwärts durch offenes Weideland mit Pfirsichbäumen und danach durch dichten Laubwald. Der Erdweg war Ende 2012 stellenweise durch tiefe Spurrillen ausgefressen und nur mit LKW befahrbar. Bei Regenfällen bilden sich Schlammpfützen auf dem Weg. Das ehemalige Kloster liegt kurz nach der Passhöhe in einer kleinen Mulde am Hang zwischen hohen Bäumen verborgen.

## Architekturgeschichtliche Entwicklung
Die früheste georgische Kirchenarchitektur im 5. Jahrhundert (Sioni-Kirche von Bolnissi) übernahm vor allem Anregungen aus dem Westen Syriens zum Bau einfacher Saalkirchen und für die ersten dreischiffigen Basiliken des 6. und 7. Jahrhunderts. Zu letzteren gehören die Klosterkirche von Urbnisi und die erste Kirche des Klosters Watschnadsiani aus dem 6. Jahrhundert. Als typisch georgische Entwicklung entstand aus liturgischen Gründen Anfang des 6. Jahrhunderts die Dreikirchenbasilika mit drei getrennten Kirchenschiffen im Innern. Eine besondere Formschöpfung stellten zu dieser Zeit Rundkirchen (wie Bana) und Zentralbauten (Dsweli-Gawasi mit vier Konchen) dar. 
Auf diese Entstehungsphase mehrerer klarer Formen der klassischen Zeit folgte im 8./9. Jahrhundert eine Übergangsperiode, während der Zentralbauten durch basilikale Kirchenschiffe nach Westen verlängert und der Tambour unter der Kuppel erhöht wurde. Es entstanden komplizierte Grund- und Aufrisse aus der Verbindung bisheriger Bauformen, bis sich Anfang des 11. Jahrhunderts in der zweiten Blütezeit ein gemeinsamer georgischer Baustil herausbildete.

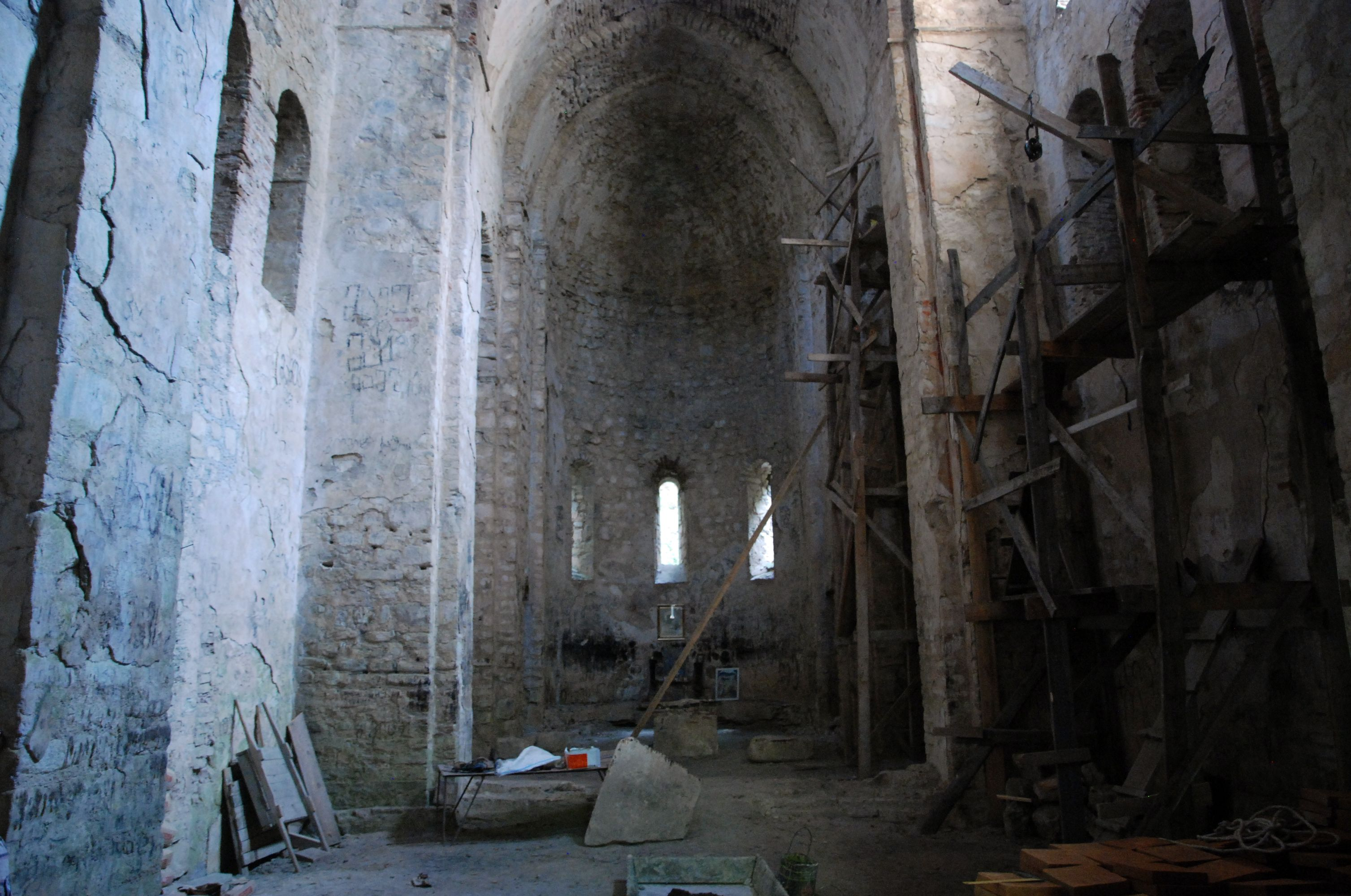
Vom Westeingang Richtung Apsis

Die Anfang des 7. Jahrhunderts erbaute Erlöserkirche von Zromi stellt ein Bindeglied in der Entwicklung dar. Sie führte erstmals für Georgien vier freistehende Pfeiler ein, auf denen Tambour und Kuppel ruhen. Die so entstandene Bauform der Kreuzkuppelkirche und die in Zromi ebenfalls neu hinzugekommene Empore im Westschiff fanden ihren Niederschlag im ersten bedeutenden Kirchenbau aus der Übergangsperiode, der Allerheiligenkirche von Gurdschaani. Diese dreischiffige Basilika aus dem 8. oder 9. Jahrhundert besitzt ein für den Adel reserviertes Obergeschoss und ein einzigartiges Doppelkuppeldach. Die benachbarte Gottesmutterkirche von Watschnadsiani weist eine gegenüber Gurdschaani kompliziertere Architektur auf und wird deshalb etwas später in das 9. Jahrhundert datiert. Exakte Zeitangaben gibt es von beiden Kirchen nicht.
Das Mönchsleben in der Region Kachetien im Osten Georgiens war ab dem 8. Jahrhundert durch das muslimische Emirat Tiflis in Bedrängnis, weshalb sich viele Mönche nach Tao-Klardschetien im heutigen Nordosten der Türkei zurückzogen und dort – fern der arabischen Bedrohung – von Opiza ausgehend eine Reihe von Klöstern gründeten. Dennoch wurden allein im Umkreis von drei Kilometern um das Dorf Watschnadsiani zahlreiche Gebäudereste aus dem 6. bis 9. Jahrhundert lokalisiert. Die Grundmauern einer kleinen Kirche dieser Zeit sind neben der heutigen Ortskirche an der Durchgangsstraße erhalten.

## Gottesmutterkirche

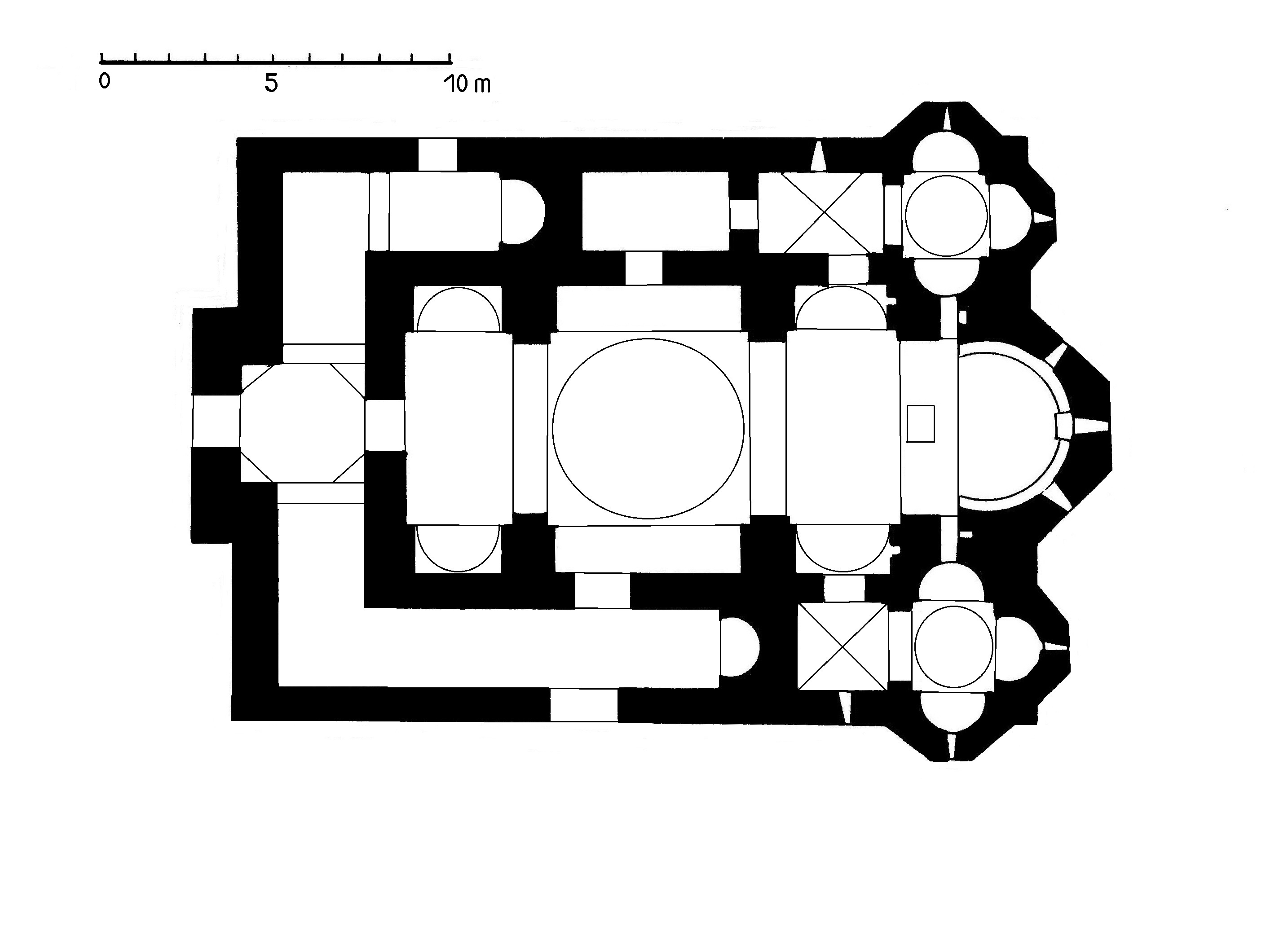
Erdgeschoss

Das Gebäude misst 27,5 × 17,5 Meter, im Ostteil erhöht sich die Breite auf 19,5 Meter. Die Höhe bis zum Gewölbescheitel beträgt 21 Meter. Die Wände sind aus grob behauenen Feldsteinen in unterschiedlichen Größen in annähernd horizontalen Lagen gemauert. Für Bögen, Gewölbe und die Kuppel kamen Ziegel zum Einsatz. Für die Außenwände des Tambour verwendete man sorgfältig behauene und an der Oberfläche geglättete Quader aus porösem Tuff. 2012 wurden grundlegende Sicherungsmaßnahmen und Restaurierungen am gesamten Gebäude durchgeführt, die noch nicht abgeschlossen sind.
Die Hauptkirche des Klosters besteht im Zentrum aus einer von vier Pilastern getragenen quadratischen Rundbogenkonstruktion, die über Pendentifs in den Ecken zur Kreisform des Tambours übergeht. Die Wandpfeiler sind etwa 1,5 Meter breit und ragen weit in den Raum hinein. Beim Tambour fehlt das untere Kranzgesims, er beginnt unmittelbar über den Pendentifs, wie es in der byzantinischen Baukunst seit dem 6. Jahrhundert ausgeführt wurde. Dies ist die früheste Pendentifkuppel in Georgien, möglicherweise im gesamten Kaukasus. Die beiden breiten Gurtbögen trennen im Westen und Osten angrenzende, quer liegende Räume gleicher Größe ab. Sie werden von Tonnengewölben überdeckt, die an den Enden in Konchen übergehen. Zusammen mit der halbkreisförmigen Apsis bildet der östliche Raum den Altarbereich in der Form eines Drei-Konchen-Chors. Die beiden Apsisnebenräume (Pastophorien) sind bei einer quadratischen Mitte ebenfalls als Trikonchos gestaltet. Sie sind über schmale Wandöffnungen direkt mit der zentralen Apsis verbunden und zugleich zu westlich angrenzenden Vorräumen geöffnet, die wiederum mit dem tonnenüberwölbten Querraum in Verbindung stehen.

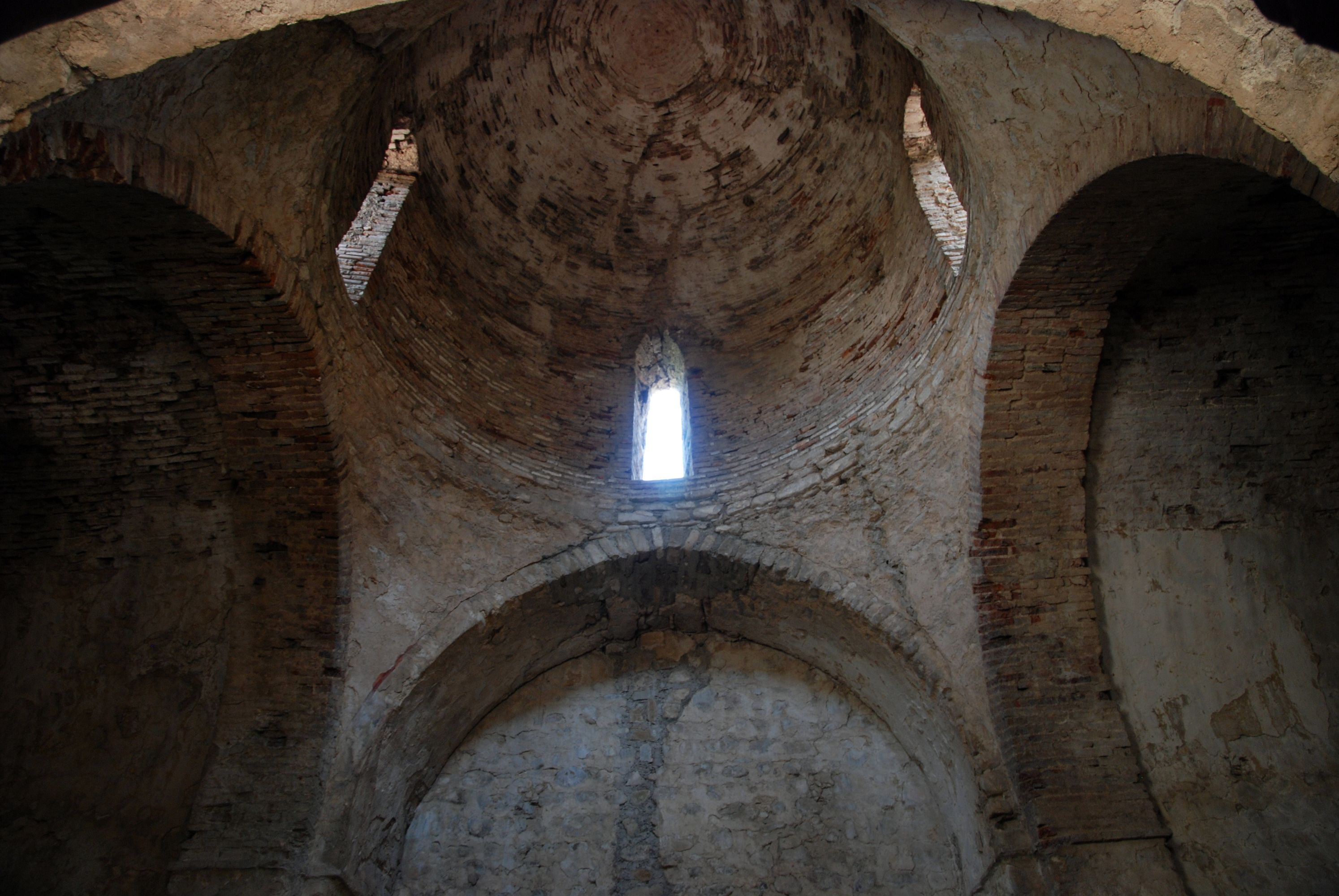
Tambour und Kuppel. Nordwand

Dem insgesamt äußerst kompliziert gestalteten Ostteil des Gebäudes steht ein mittleres Kirchenschiff gegenüber, das entsprechend einer Dreikirchenbasilika durch Zwischenwände von den Seitenschiffen getrennt ist. Das südliche Seitenschiff ist länger und endet mit einer Apsis am östlichen Gurtbogen auf der Linie des Altarraums. Das nördliche Seitenschiff reicht mit Rundapsis nur über ein Drittel der Gesamtlänge der Kirche bis zum westlichen Gurtbogen, es besitzt eine separate Außentür in der Nordwand. Ende 2012 wurden bei Restaurierungsarbeiten hier im Boden vor der Apsis die Gebeine eines Kirchenoberen freigelegt. Der Hauptzugang in der Westwand führt zunächst in einen quadratischen Vorraum (Narthex) mit einem Durchgang ins Mittelschiff und Verbindungen zu den Seitenschiff. Ein weiterer Eingang befindet sich in der Mitte der Südfassade.
Die Pastophorien werden mittig von einer Kuppel überwölbt, deren Übergang aus dem Quadrat über Trompen, der älteren, in Georgien seit dem 6. Jahrhundert bekannten Zwickelform, hergestellt wird. Auch die seitlichen Konchen der Tonnengewölbedecken werden noch mit Trompen gebildet. Den Narthex überwölbt eine Flachkuppel mit Trompen über dem aus der Mitte der Westwand vorspringenden Eingangsbereich. Dies verweist auf den experimentellen Charakter der Pendentifs an der Zentralkuppel.
Durch einen kleinen Raum an der Mitte der Nordwand ist über eine Treppe die nördliche Empore zu erreichen, deren drei Rundbogenfenster einen Ausblick ins Mittelschiff gewähren. Ein Aufgang zur südlichen Empore fehlte offensichtlich, sie kann nur über das Obergeschoss des Narthex zugänglich gewesen sein. Die seitlichen Emporen werden von Quertonnen überwölbt, die zusammen mit der Längsorientierung des Mittelschiffs für eine Kreuzform sorgen.
Die inneren Raumteilungen und Höhenstufen wirken sich auf die Gestaltung des äußeren Baukörpers aus, dessen plastische Gliederung ein genaues Abbild der Gebäudestruktur darstellt. Während in Gurdschaani die Außenwände ein schlichtes Rechteck bilden, treten hier die drei Apsiden mit polygonalen Flächen aus der Ostwand. Bis zum zentralen Tambour steigen in drei Stufen kreuzförmig angeordnete Satteldächer in der Höhenstaffelung von Seitenschiffen, Narthex und Emporen auf. Der Tambour ist außen zwölfseitig ummantelt, seine glatten Wandflächen durchbrechen vier schmale Fensteröffnungen in den Haupthimmelsrichtungen. Die Kuppel schließt außen mit einem Pyramidendach ab. Die hier erstmals auftretende starke Höhentendenz nimmt die Überhöhung bei den späteren Kathedralen des 10. und 11. Jahrhunderts vorweg, etwa bei der Klosterkirche von Alawerdi nördlich von Telawi.

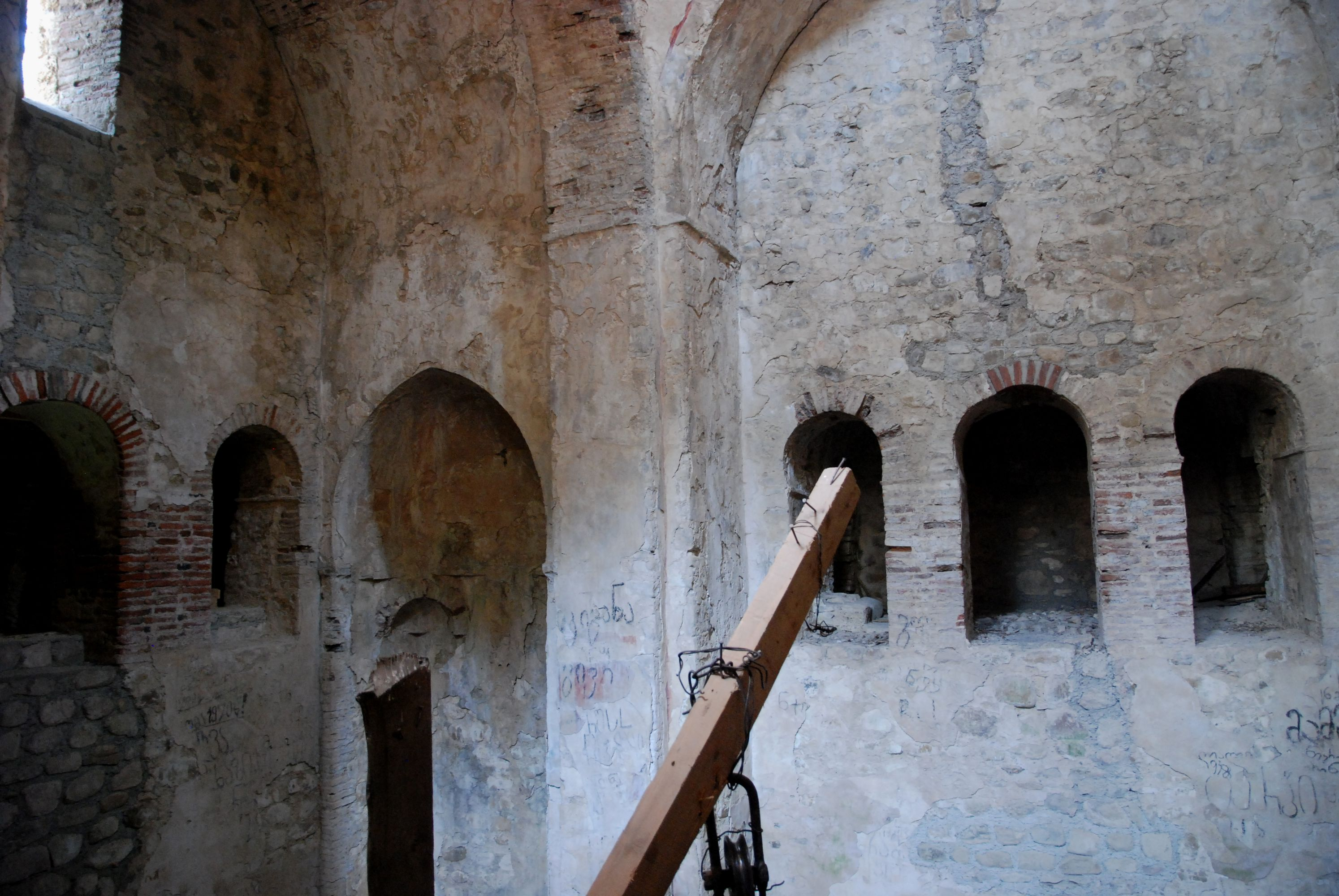
Rechts drei Fenster der nördlichen Empore, links über dem Narthex der Westseite

Gegenüber der Kirche von Zromi ist das Kirchenschiff von Watschnadsiani in Ost-West-Richtung etwas länger gestreckt, ohne jedoch zu einer typischen Basilika zu werden. Die Raumwirkung wird optisch durch die breiten Gurtbögen der Kuppel und die mächtigen Wandpfeiler, über denen sie sich wölben, verkürzt. Die Wandpfeiler ersetzen die freistehenden Pfeiler von Zromi. Es gibt deutliche Parallelen zur 532 bis 537 erbauten Hagia Sophia in Istanbul. Dort finden sich ähnliche Tonnengewölberäume mit Konchen im Osten und Westen als Widerlager der Kuppel. In beiden Fällen ist der quadratische Zentralraum im Norden und Süden durch Wände geschlossen, die bis zu den Gurtbögen hinaufreichen. Die Fensteröffnungen der Emporen können als stark vereinfachte Übernahme der Fensterzonen in den Bogenfeldern dieser Wände der Hagia Sophia gesehen werden. Im Obergeschoss nähert sich die Kirche von Watschnadsiani somit der städtischen byzantinischen Tradition an, während der von geschlossenen Wänden umgebene Kirchenraum im Erdgeschoss der peripheren georgischen Tradition der Dreikirchenbasilika entspricht.
Als Vermittler der byzantinischen Tradition könnten syrische Christen in Frage kommen, da sich zwischen Syrien und Georgien Verbindungen nachweisen lassen. Zu dem unter Kaiser Justinian Mitte des 6. Jahrhunderts in der syrischen Wüste errichteten Palastkomplex Qasr ibn Wardan gehörte eine Kirche, die als ein direkter Nachfolgebau der Hagia Sophia betrachtet wird. Hier wurde die in Syrien zuvor unbekannte byzantinische Pendentifkuppel angewendet. Ende des 6. Jahrhunderts kam aus wirtschaftlichen und politischen Gründen das Ende der christlichen Tradition im Gebiet der syrischen Toten Städte und der gesamten Region. Die „Dreizehn Syrischen Väter“, die mit dem Kloster des Symeon Stylites des Jüngeren verbunden waren oder nach anderer Auffassung aus Jerusalem kamen, waren der Überlieferung nach Georgier, die im 6. Jahrhundert als Missionare nach Georgien zurückkehrten. Ihre Namen sind als Gründer mehrerer Klöster überliefert. Möglicherweise setzten die Auswanderer in Zromi ihre syrische Bautradition fort. Watschnadsiani war ein bedeutendes Werk der Übergangszeit, in welchem städtisch-byzantinische Einflüsse ausgemacht werden können, die in der eigenständigen georgischen Verbindung von Basilika und Zentralbau später weiter überhöht zur bis heute typisch georgischen Kirchenarchitektur geführt haben.

## Weitere Gebäude

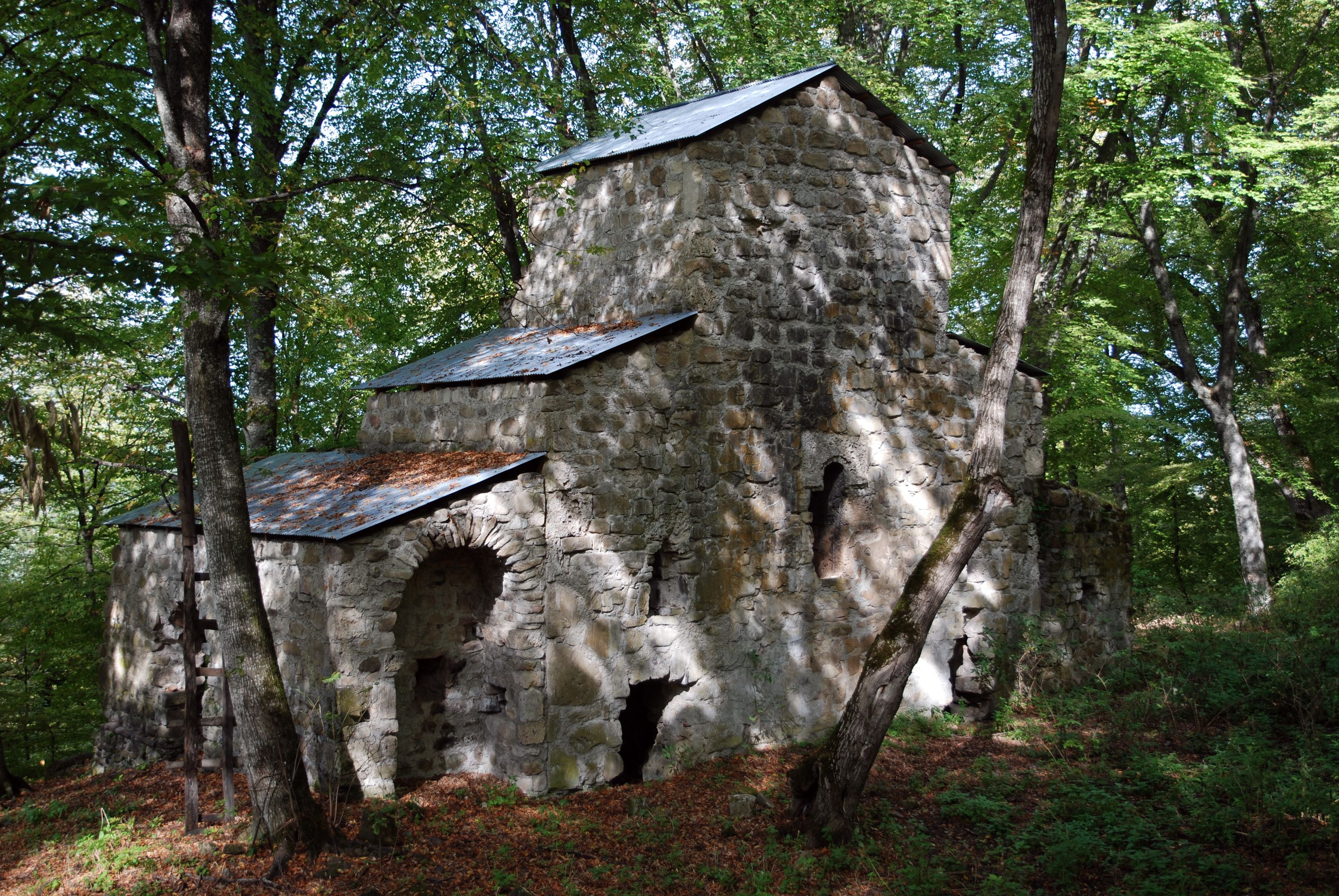
Basilika aus dem 6. Jahrhundert von Südosten

Etwa 50 Meter westlich liegt tiefer am Hang die Ruine einer dreischiffigen Basilika zwischen den Bäumen. Sie wird nach Stiluntersuchungen in das 6. oder 7. Jahrhundert datiert. Erhalten blieben die gerade Ostwand und wenige Meter der zur Stabilisierung restaurierten Seitenwände. Die zentrale hufeisenförmige Apsis besaß ein großes Rundbogenfenster; zwei schmale Fensteröffnungen ließen kaum Licht in die seitlichen Nebenräume, die nicht über Türen mit der Apsis verbunden waren. Das Mittelschiff war gegenüber den Seitenschiffen von einer Art Obergaden deutlich erhöht. Eine weitere Abtreppung des Daches ergab sich durch spätere Anbauten an den Längsseiten in der Breite der Seitenschiffe. In den Wänden aus Feldsteinen wurden stellenweise Ziegel vermauert.
Vor der Südfassade der Gottesmutterkirche sind einige Lagen grob behauener Mauersteine eines Nebengebäudes mit Mönchszellen und der Klosterschule übrig geblieben. Im 12./13. Jahrhundert soll nach der Überlieferung der Dichter Tschachruchadse (Chakhrukhadze) hier eine Ausbildung erhalten haben. Auf ihn wird die Hagiografie Tamariani zurückgeführt, eine Verssammlung zu Ehren der Königin Tamar (reg. 1184–1213) und ihres Gemahls David Soslan.
In der Nähe gab es ferner die Ruine eines großen zweigeschossigen Palastes aus dem 10. Jahrhundert. Im Erdgeschoss des rechteckigen, 29 × 11,5 Meter großen und aus Feldsteinen gemauerten Gebäudes befanden sich Wirtschaftsräume, im Obergeschoss lagen die Wohnräume und ein großer Saal mit einer Kaminheizung. Das ursprüngliche Dach bestand aus einer flachen Holzdecke.